# Ballsh
Ballsh este un oraș din Albania, capitala districtului Mallakastër. Orașul este înconjurat de bogate zăcăminte de petrol, în prezent fiind amplasate în jurul acestuia diverse instalații de extragere a petrolului, reminescență a regimului comunist. Chiar dacă doar o mică parte a acestor instalații funcționează în prezent, orașul are în prezent o rafinărie funcțională.
Orașul are și o echipă de fotbal, numită KS Bylis Ballsh.
Orașul cu o climă mediteraniană, înconjurat de dealurile Mallakastra, se află la o mică distanță de orașul antic Bylis.